# 4-Deoksi-L-treo-5-heksosuloza-uronatna ketol-izomeraza
4-Deoksi-L-treo-5-heksosuloza-uronatna ketol-izomeraza (EC 5.3.1.17, 4-dezoksi--treo-5-heksuloza uronat izomeraza, 4-dezoksi--treo-5-heksosuloza-uronat ketol-izomeraza, kduI (gen)) je enzim sa sistematskim imenom 5-dehidro-4-dezoksi--glukuronat aldoza-ketoza-izomeraza. Ovaj enzim katalizuje sledeću hemijsku reakciju
5-dehidro-4-dezoksi--glukuronat {\displaystyle \rightleftharpoons } 3-dezoksi-D-glicero-2,5-heksodiulosonat
Ovaj enzim učestvuje u degradaciji poligalakturonata.

## Literatura
- Nicholas C. Price; Lewis Stevens (1999). Fundamentals of Enzymology: The Cell and Molecular Biology of Catalytic Proteins (Third изд.). USA: Oxford University Press. ISBN 019850229X.
- Eric J. Toone (2006). Advances in Enzymology and Related Areas of Molecular Biology, Protein Evolution (Volume 75 изд.). Wiley-Interscience. ISBN 0471205036.
- Branden C; Tooze J. Introduction to Protein Structure. New York, NY: Garland Publishing. ISBN 0-8153-2305-0.
- Irwin H. Segel. Enzyme Kinetics: Behavior and Analysis of Rapid Equilibrium and Steady-State Enzyme Systems (Book 44 изд.). Wiley Classics Library. ISBN 0471303097.

## Spoljašnje veze
- 5-dehydro-4-deoxy-D-glucuronate+isomerase на 